# Arthur Bork
Arthur Adolf Theodor Bork (* 13. April 1892 in Berlin; † unbekannt) war ein deutscher SS-Führer.

## Leben
Bork war der Sohn des Tischlers Adolf Bork. Nach dem Besuch der Volksschule und des Friedrichgymnasiums wollte Bork Kunstmaler werden. Da die finanziellen Mittel hierfür nicht ausreichten, durchlief er stattdessen eine zweieinhalbjährige Lehre in Möbelstoffen und Raumkunst.
Zu Beginn des Ersten Weltkrieges trat Bork in das Garde-Füsilier-Regiment in Berlin ein. Nachdem er 1914 an der Westfront zum Einsatz gekommen war, wurde er 1915 an die Ostfront verlegt, wo er bis 1918 verblieb. Im Feld wurde er einer Mobilen Wirtschaftskompanie zugeteilt und in die Verwaltungslaufbahn abgeordnet. 1916 wurde Bork zum Feldwebel ernannt. Nach Kriegsende schloss sich Bork einem Freikorps an welches im Baltikum gegen bolschewistische Truppen kämpfte. Hier war er Zahlmeister einer Mobil-Wirtschaftskompanie. Eine geplante Ansiedlung in Kurland wurde durch die Letten verhindert.
In den 1920er Jahren betätigte Bork sich als Textilkaufmann. Eigenen Angaben zufolge hinderte seine Stellung in jüdischen Geschäften ihn zu dieser Zeit daran, sich öffentlich zu betätigen. Seine „Propaganda unter arischen Mitarbeitern“ habe wenig Verständnis gefunden, während Kommunisten, Marxisten und Juden seine wirtschaftliche Weiterentwicklung verhindert hätten. 1931 wurde er arbeitslos.
Bork trat zum 1. Dezember 1930 der NSDAP bei (Mitgliedsnummer 408.014). 1931 wurde er Mitglied der SS (SS-Nr. 36.076), im Mai 1933 wurde er in den Sicherheitsdienst der SS (SD) aufgenommen, in dem er zur Jahresmitte die Stellung des Verwalters der SD-Zentrale in München übernahm. In dieser Eigenschaft war er für Verwaltungs- und Meldewesen des SD zuständig. Nach der Reorganisation des SD erhielt er als Chef im Verwaltungsamt-SD die Stellung eines SS-Standartenführers und stieg am 20. April 1937 bis zum SS-Oberführer auf. Im Geschäftsverteilungsplan des RSHA für das Jahr 1940 war er der Abteilung I F Erziehung (später Gruppe I E b) zugeteilt. Hier war er als Inspektor für die Schulen der Sicherheitspolizei und des Sicherheitsdienstes zugeteilt und für deren Wirtschaft und Haushalt zuständig. Seine Stellung als Verwaltungsführer im SD behielt er bis 1937 bei. Später wurde er wegen Trunkenheit aus dem aktiven SS-Dienst entlassen.

## Auszeichnungen
- SS-Ehrendegen
- SS-Ehrenring